# Turn-Weltmeisterschaften 2003
Die 37. Weltmeisterschaften im Gerätturnen fanden vom 16. bis zum 24. August 2003 in Anaheim (USA) statt.

## Teilnehmer
Insgesamt nahmen Sportler aus 76 Ländern an den 37. Turn-Weltmeisterschaften teil.
| - Ägypten - Algerien - Argentinien - Armenien - Australien - Bahamas - Barbados - Belgien - Bermuda - Bolivien - Brasilien - Bulgarien - Chile - Volksrepublik China - Dänemark - Deutschland - Ecuador - El Salvador - Finnland - Frankreich - Georgien - Griechenland - Guatemala - Indien - Island - Israel | - Italien - Japan - Jordanien - Kanada - Kasachstan - Katar - Kolumbien - Kroatien - Kuba - Lettland - Litauen - Luxemburg - Malaysia - Marokko - Nordmazedonien - Mexiko - Namibia - Neuseeland - Niederlande - Nordkorea - Norwegen - Österreich - Peru - Philippinen - Polen | - Portugal - Puerto Rico - Rumänien - Russland - Schweden - Schweiz - Serbien und Montenegro - Slowakei - Slowenien - Spanien - Sri Lanka - Südafrika - Südkorea - Chinesisch Taipeh - Tunesien - Türkei - Tschechien - Ukraine - Ungarn - Usbekistan - Venezuela - Vereinigte Staaten - Vereinigtes Königreich - Belarus - Zypern |

## Ergebnisse

### Männer

#### Mehrkampf
21. August 2003
| Rang | Athlet            | Punkte |
| ---- | ----------------- | ------ |
| 1.   | Paul Hamm         | 57.774 |
| 2.   | Yang Wei          | 57.710 |
| 3.   | Hiroyuki Tomita   | 57.435 |
| 4.   | Jernar Jerimbetow | 57.286 |
| 5.   | Eric Lopez Rios   | 56.611 |
| 6.   | Marian Drăgulescu | 56.576 |
| ...  |                   |        |
| 13.  | Sven Kwiatkowski  | 55.486 |
| 15.  | Andreas Schweizer | 55.360 |

#### Mannschaft
19. August 2003
| Platz | Land                | Team-Mitglieder                                                                                                 | Punkte   |
| ----- | ------------------- | --- | -------- |
| 1.    | Volksrepublik China | Aowei Xing, Xu Huang, Xiao-Peng Li, Teng Haibin, Qin Xiao, Yang Wei                                             | 171.996  |
| 2.    | Vereinigte Staaten  | Raj Bhavsar, Jason Gatson, Morgan Hamm, Paul Hamm, Brett McClure, Blaine Wilson                                 | 171.121  |
| 3.    | Japan               | Takehiro Kashima, Hiroyuki Tomita, Naoya Tsukahara, Tatsuya Yamada                                              | 170.708  |
| 4.    | Russland            | Alexei Bondarenko, Anton Golozuzkow, Nikolai Krjukow, Alexej Nemow, Jewgeni Podgorny                            | 168.771  |
| 5.    | Rumänien            | Marian Drăgulescu, Dan Potra, Răzvan Șelariu, Ioan Silviu Suciu, Marius Urzică                                  | 167.909  |
| 6.    | Südkorea            | Seong Min Cho, Dae Eun Kim, Sun-Sung Lee, Hyung-Ook Shin, Tae-Young Yang, Won-Kil You                           | 166.283  |
| 7.    | Frankreich          | Pierre-Yves Bény, Eric Casimir, Johan Mounard, Cédric Guille, Dimitri Karbanenko, Florent Maree                 | 165.546  |
| 8.    | Ukraine             | Oleksandr Beresch, Walerij Hontscharow, Ruslan Mesenzew, Oleksandr Switlytschnyj, Serhij Wjalzew, Roman Sosulja | 165.108  |
| ...   |                     | |          |
| 12.   | Deutschland         | Thomas Andergassen, Christian Berczes, Fabian Hambüchen, Sven Kwiatkowski, Stephan Zapf, Ronny Ziesmer          | 219.132* |
| 14.   | Schweiz             | Kevin Bachmann, Niki Böschenstein, Roger Sager, Christoph Schärer, Andreas Schweizer, Roman Schweizer           | 218.735* |
| 45.   | Österreich          | Marco Baldauf, Sebastian Bösch, Arno Gasteiger, Marco Mayr, Mario Rauscher, Thomas Zimmermann                   | 199.947* |

(* Ergebnisse der Qualifikation)

#### Boden
23. August 2003
| Rang | Athlet            | Punkte |
| ---- | ----------------- | ------ |
| 1.   | Jordan Jowtschew  | 9.762  |
| 1.   | Paul Hamm         | 9.762  |
| 3.   | Kyle Shewfelt     | 9.737  |
| 4.   | Diego Hypólito    | 9.662  |
| 4.   | Marian Drăgulescu | 9.662  |
| 6.   | Igors Vihrovs     | 9.612  |
| 7.   | Róbert Gál        | 9.487  |
| 8.   | Shu Wai Ng        | 9.475  |

#### Reck
24. August 2003
| Rang | Athlet            | Punkte |
| ---- | ----------------- | ------ |
| 1.   | Takehiro Kashima  | 9.775  |
| 2.   | Igor Cassina      | 9.750  |
| 3.   | Alexej Nemow      | 9.737  |
| 4.   | Philippe Rizzo    | 9.700  |
| 5.   | Xiao-Peng Li      | 9.662  |
| 6.   | Alexander Jeltkov | 9.187  |
| 7.   | Iwan Iwankou      | 8.762  |
| 8.   | Florent Maree     | 8.600  |

#### Barren
24. August 2003
| Rang | Athlet          | Punkte |
| ---- | --------------- | ------ |
| 1.   | Xiao-Peng Li    | 9.825  |
| 2.   | Xu Huang        | 9.762  |
| 2.   | Alexej Nemow    | 9.762  |
| 4.   | Naoya Tsukahara | 9.675  |
| 5.   | Seong Min Cho   | 9.637  |
| 6.   | Blaine Wilson   | 9.625  |
| 7.   | Eric Lopez Rios | 9.575  |
| 8.   | Mitja Petkovšek | 9.562  |

#### Pauschenpferd
23. August 2003
| Rang | Athlet            | Punkte |
| ---- | ----------------- | ------ |
| 1.   | Teng Haibin       | 9.762  |
| 1.   | Takehiro Kashima  | 9.762  |
| 3.   | Nikolai Krjukow   | 9.725  |
| 4.   | Ioan Silviu Suciu | 9.712  |
| 5.   | Marius Urzică     | 9.650  |
| 6.   | Iwan Iwankou      | 9.575  |
| 7.   | Qin Xiao          | 9.350  |
| 8.   | Eric Casimir      | 9.150  |

#### Ringe
23. August 2003
| Rang | Athlet               | Punkte |
| ---- | -------------------- | ------ |
| 1.   | Jordan Jowtschew     | 9.787  |
| 1.   | Dimosthenis Tampakos | 9.787  |
| 3.   | Andrea Coppolino     | 9.700  |
| 3.   | Matteo Morandi       | 9.700  |
| 5.   | Tatsuya Yamada       | 9.687  |
| 6.   | Blaine Wilson        | 9.675  |
| 7.   | Jason Gatson         | 9.662  |
| 8.   | Pierre-Yves Bény     | 9.600  |

#### Sprung
24. August 2003
| Rang | Athlet            | Punkte |
| ---- | ----------------- | ------ |
| 1.   | Xiao-Peng Li      | 9.818  |
| 2.   | Marian Drăgulescu | 9.687  |
| 3.   | Kyle Shewfelt     | 9.612  |
| 4.   | Abel Drigg Santos | 9.573  |
| 4.   | Róbert Gál        | 9.573  |
| 6.   | Ioan Silviu Suciu | 9.443  |
| 7.   | Diego Hypólito    | 9.387  |
| 8.   | Anton Golozuzkow  | 9.150  |

### Frauen

#### Mehrkampf
21. August 2003
| Rang | Athletin          | Punkte |
| ---- | ----------------- | ------ |
| 1.   | Swetlana Chorkina | 38.124 |
| 2.   | Carly Patterson   | 37.936 |
| 3.   | Nan Zhang         | 37.624 |
| 4.   | Irina Jarozka     | 37.311 |
| 5.   | Elena Gómez       | 37.286 |
| 6.   | Oana Ban          | 37.262 |
| 7.   | Kang Xin          | 37.162 |
| 8.   | Alina Kositsch    | 36.974 |
| ...  |                   |        |
| 20.  | Daria Bijak       | 35.549 |

#### Mannschaft
20. August 2003
| Platz | Land                | Team-Mitglieder                                                                                         | Punkte   |
| ----- | ------------------- | --- | -------- |
| 1.    | Vereinigte Staaten  | Terin Humphrey, Courtney Kupets, Chellsie Memmel, Carly Patterson, Tasha Schwikert, Hollie Vise         | 112.573  |
| 2.    | Rumänien            | Monica Roșu, Oana Ban, Florica Leonida, Andreea Munteanu, Cătălina Ponor, Alexandra Eremia              | 110.833  |
| 3.    | Australien          | Belinda Archer, Jacqui Dunn, Danielle Kelly, Stephanie Moorhouse, Monette Russo, Allana Slater          | 110.335  |
| 4.    | Volksrepublik China | Lin Li, Ye Fan, Xin Kang, Ya Li, Tiantian Wang, Nan Zhang                                               | 110.259  |
| 5.    | Spanien             | Lenika de Simone, Tania Gener, Elena Gómez, Monica Mesalles, Patricia Moreno, Sara Moro                 | 109.722  |
| 6.    | Russland            | Swetlana Chorkina, Ljudmila Jeschowa, Alexandra Tschewtschenkowa, Anna Pawlowa, Jelena Samolodtschikowa | 108.985  |
| 7.    | Ukraine             | Alina Kositsch, Iryna Krasnjanska, Olena Kwascha, Marina Proskurina, Natalja Sirobaba, Irina Jarozka    | 108.235  |
| 8.    | Brasilien           | Camila Comin, Daiane dos Santos, Daniele Hypólito, Caroline Molinari, Ana Paula Rodrigues, Lais Souza   | 107.297  |
| ...   |                     | |          |
| 13.   | Deutschland         | Janina Jeworutzki, Katja Abel, Daria Bijak, Lisa Brüggemann, Heike Gunnie, Yvonne Musik                 | 142.158* |
| 20.   | Schweiz             | Annelore Collaud, Danielle Englert, Ariella Kaeslin, Melanie Marti, Joy Studer                          | 136.958* |
| 30.   | Österreich          | Julia Aigner, Tanja Gratt, Carina Hasenöhrl, Sandra Mayer, Stefanie Praxmarer                           | 127.046* |

(* Ergebnisse der Qualifikation)

#### Balken
24. August 2003
| Rang | Athletin          | Punkte |
| ---- | ----------------- | ------ |
| 1.   | Ye Fan            | 9.812  |
| 2.   | Cătălina Ponor    | 9.587  |
| 3.   | Ljudmila Jeschowa | 9.550  |
| 4.   | Ya Li             | 9.450  |
| 5.   | Elena Gómez       | 8.887  |
| 6.   | Chellsie Memmel   | 8.837  |
| 7.   | Iryna Krasnjanska | 8.550  |
| 8.   | Monette Russo     | 8.537  |

#### Boden
24. August 2003
| Rang | Athletin          | Punkte |
| ---- | ----------------- | ------ |
| 1.   | Daiane dos Santos | 9.737  |
| 2.   | Cătălina Ponor    | 9.700  |
| 3.   | Elena Gómez       | 9.675  |
| 4.   | Andreea Munteanu  | 9.400  |
| 5.   | Émilie Le Pennec  | 9.387  |
| 6.   | Suzanne Harmes    | 9.287  |
| 7.   | Anna Pawlowa      | 9.237  |
| 8.   | Olena Kwascha     | 7.687  |

#### Stufenbarren
23. August 2003
| Rang | Athletin          | Punkte |
| ---- | ----------------- | ------ |
| 1.   | Hollie Vise       | 9.612  |
| 1.   | Chellsie Memmel   | 9.612  |
| 3.   | Elizabeth Tweddle | 9.512  |
| 4.   | Kwang Sun Pyon    | 9.500  |
| 5.   | Lin Li            | 9.350  |
| 6.   | Irina Jarozka     | 9.300  |
| 7.   | Iryna Krasnjanska | 8.875  |
| 8.   | Ye Fan            | 8.525  |

#### Sprung
23. August 2003
| Rang | Athletin                | Punkte |
| ---- | ----------------------- | ------ |
| 1.   | Oksana Chusovitina      | 9.481  |
| 2.   | Kang Yun-mi             | 9.443  |
| 2.   | Jelena Samolodtschikowa | 9.443  |
| 4.   | Monica Roșu             | 9.374  |
| 5.   | Anna Pawlowa            | 9.356  |
| 6.   | Coralie Chacon          | 9.306  |
| 7.   | Leyanet Gonzalez Calero | 9.275  |
| 8.   | Olena Kwascha           | 9.031  |

## Medaillenspiegel
| Rang | Land                   |   |   |   | total |
| ---- | ---------------------- | - | - | - | ----- |
| 1    | Volksrepublik China    | 5 | 2 | 1 | 8     |
| 2    | Vereinigte Staaten     | 5 | 2 | - | 7     |
| 3    | Japan                  | 2 | - | 2 | 4     |
| 4    | Bulgarien              | 2 | - | - | 2     |
| 5    | Russland               | 1 | 2 | 3 | 6     |
| 6    | Brasilien              | 1 | - | - | 1     |
| 6    | Griechenland           | 1 | - | - | 1     |
| 6    | Usbekistan             | 1 | - | - | 1     |
| 9    | Rumänien               | - | 4 | - | 4     |
| 10   | Italien                | - | 1 | 2 | 3     |
| 11   | Nordkorea              | - | 1 | - | 1     |
| 12   | Kanada                 | - | - | 2 | 2     |
| 13   | Spanien                | - | - | 1 | 1     |
| 13   | Vereinigtes Königreich | - | - | 1 | 1     |
| 13   | Australien             | - | - | 1 | 1     |